# Васильєв Сергій Геннадійович
Сергій Геннадійович Васи́льєв (нар. 26 червня 1960, Харків) — український театральний критик, журналіст, педагог; член Національної спілки театральних діячів України, Національної спілки кінематографістів України та Національної спілки журналістів України. 

## Життєпис
Народився 26 червня 1960 року в місті Харкові (нині Україна). 1982 року закінчив театрознавчий факультет Харківського інституту мистецтв, де навчався у Аркадія Плетньова, Анатолія Горбенка.
Трудову діяльність розпочав на Харківському обласному радіо, де працював протягом 1982—1984 років; з квітня 1984 року по червень 1997 року обіймав посади кореспондента, редактора відділу театрів, заступника редактора в редакції газети «Культура і життя». Одночасно у 1987—1992 роках вів лабораторію з театральної критики при Спілці театральних діячів України; з 1989 року вів семінар з театральної критики в Київському інституті театрального мистецтва (з 2003 року на посаді доцента); у 1991 році став засновником і протягом 1991—1993 років редактором газети «Кур'єр муз».
У 1997—1999 роках — редактор газети «День». З 1999 по 2005 рік — оглядач та редактор відділу культури щотижневика «Столичные новости», у 2005—2006 роках — редактор відділу культури часопису «Час.ua», у 2006—2012 роках — оглядач журналу «ШО», у 2006—2014 — оглядач та редактор відділу культури та додатку «Weekend» газети «Коммерсантъ Украина», у 2016—2018 — культурний оглядач інтернет-сайту «Апостроф». Одночасно з 2006 року — завідувач відділу культурних ініціатив, стратегій та технологій Інституту проблем сучасного мистецтва Національної академії мистецтв України (з 2014 року — основне місце роботи).
Мешкає у Києві.

## Діяльність
Член правління та бюро Київського міського відділення Спілки театральних діячів України у 1991—2007 роках; член програмової ради з культури міжнародного фонду «Відродження», член правління Форуму творчої молоді України та президент Асоціації театральних критиків України з 2002 року; голова Правління Центру сучасного мистецтва у 2003 році. Член Українського Оскарівського комітету в 2019—2021 роках. 28 липня 2023 року увійшов до складу Комітету з Національної премії України імені Тараса Шевченка.
Працював в журі (неодноразово був головою) театральних фестивалів «Херсонеські ігри», «Золотий лев», «Інтертеатр», «Інтерлялька», «Донецькі зустрічі», «Кришталеві вітрила» тощо. У 2006 та 2007 роках входив до журі літературної нагороди «Книга року BBC». Був прессекретарем фестивалів «Київ-травневий», «Відлуння», «Київ — територія миру», Булгаківського; координатором експертної групи, членом журі та оргкомітету, експертом премії «Київська пектораль» (з 1993 року). Експерт з театру фестивалю «Культурні герої» (2002). Учасник міжнародного проєкту «TEOREMA» (1997). Ініціатор низки культурологічних проєктів, зокрема, «Політтеатр» (2006). 
автор та ініціатор низки культурологічних проєктів
- театрального рейтингу «Київський рахунок» (від 2002 року);
- конкурсу для молодих митців «СтАРТ» (2004);
- «Політтеатр» (2006)

автор ідеї та упорядник
- збірок
  - «Нерви ланцюга» (2003);
  - «100 тисяч слів про любов, включаючи вигуки» (2008);
- книг
  - «25 Молодих історій» (2005; співавторстві з Віталієм Жежерою);
  - «Мала енциклопедія Театру на Подолі» (2008; співавторстві з Віталієм Жежерою);
- поетичної збірки «Дактилоскопия» (2007);

автор
- навчального посібника «Жанри журналістики в рамках семінару з театральної критики» (2008)[2];
- численних статей, присвячених театру, кіно, фотографії, сучасному мистецтву[2];
- статей до Енциклопедії сучасної України[9].

## Відзнаки
- Премія Спілки театральних діячів України (1987; за театральнокритичні статті)[2][4];
- Премія московського альманаху «Современная драматургия»(1989; за кращу публікацію року)[2];
- Премія «Київська пектораль» (1992)[2][4];
- Заслужений діяч мистецтв України (2000; за вагомий особистий внесок у розвиток українського театрального мистецтва, високий професіоналізм)[10];
- Літературно-художня премія імені Івана Котляревського (2000)[2][4];
- Орден «За заслуги» III ступеня (2008; за значний особистий внесок у соціально-економічний, культурний розвиток Української держави, вагомі трудові досягнення та з нагоди 17-ї річниці незалежності України)[11];
- Почесна відзнака Міністерства культури України «За досягнення в розвитку культури і мистецтв» (2016)[4].